# La guillotine permanente
La guillotine permanente («Постійна гільйотина») — французька революційна пісня часів Французької революції. Текст розповідає про гільйотину та її використання як зброї революції.

## Тло

### Історичні обставини

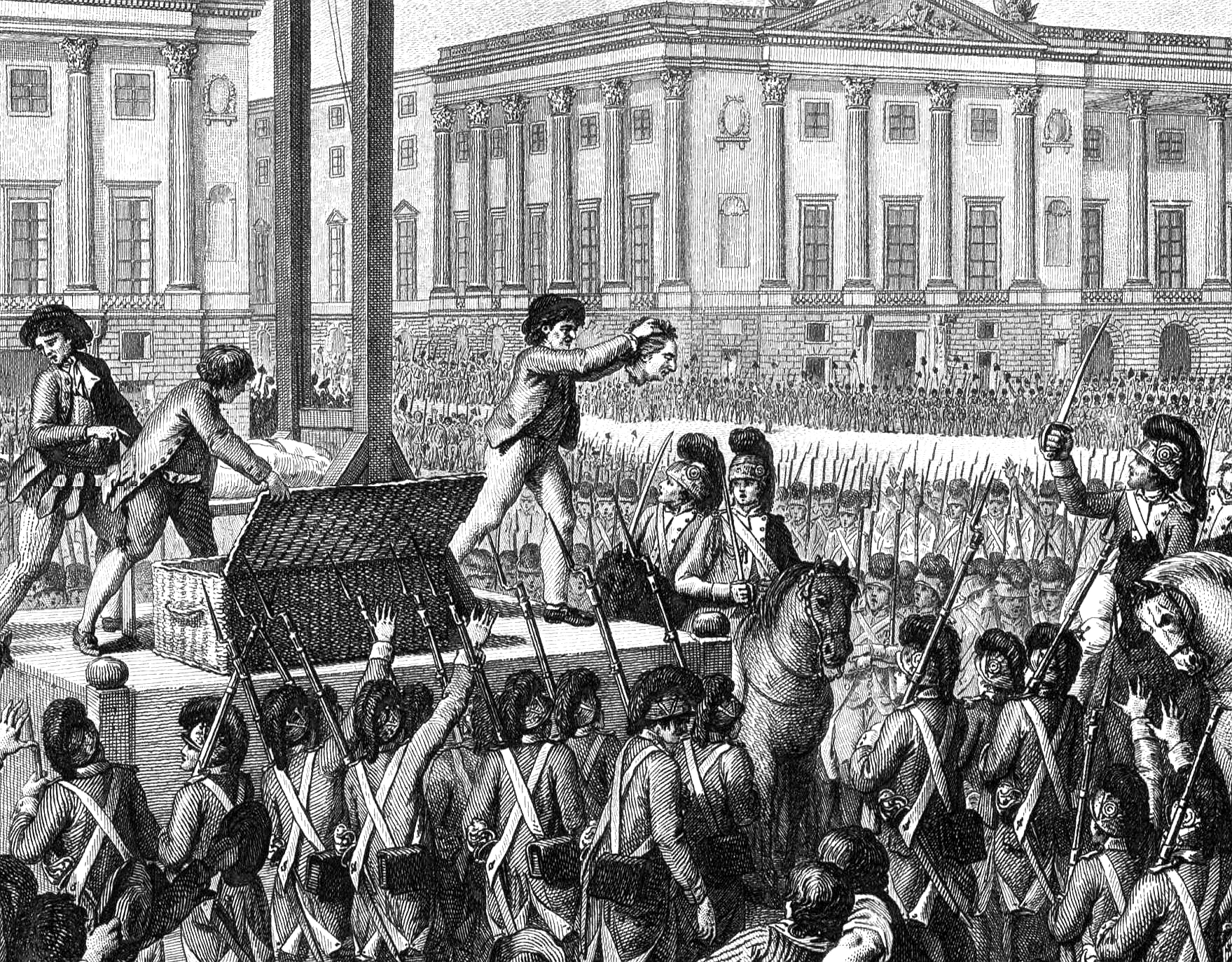
Художнє зображення публічної страти під час Французької революції

Близько 1789 року Національні установчі збори обговорювали новий кримінальний закон для Франції. Серед представників буржуазії був лікар Жозеф-Ігнас Гільйотен, який виступав за зрівняння смертної кари. Він припустив, що всі страти можуть проводитися як обезголовлення за допомогою «простого механізму». Зусилля Гільйотена призвели до того, що машини для відрізання голови стали називати «гільйотинами», коли їх вперше почали регулярно використовувати в 1792 році. Помилково Гільйотена часто називають «винахідником гільйотини». Текст пісні La guillotine permanente говорить, що Гільйотен «створив» машину. Насправді Гільйотен не брав участі в розробці та конструкція гільйотини.

### Мелодія
Мелодія La guillotine permanente була відома задовго до Французької революції; її коріння сягає 16 сторіччя. На цю мелодію співається стара народна пісня Si le roi m'avait donné, Мольєр цитував її у своєму комічному творі «Мізантроп», прем'єра якого відбулася в 1666 році. Текст пісні La guillotine permanente не єдиний, написаний на цю мелодію під час Французької революції.

## Тексти пісень
Original lyrics:

Le député Guillotin

Dans la médecine

Très expert et très malin

Fit une machine

Pour purger le corps français

De tous les gens à projets

C'est la guillotine, ô gué

C'est la guillotine

Pour punir la trahison

La haute rapine

Ces amateurs de blasons

Ces gens qu'on devine

Voilà pour qui l'on a fait

Ce dont on connaît l'effet

C'est la guillotine, ô gué

C'est la guillotine

A force de comploter

La horde mutine

A gagné sans y penser

Migraine maline

Pour guérir ces messieurs-là

Un jour on les mènera

A la guillotine, ô gué

A la guillotine

De la France on a chassé

La noble vermine

On a tout rasé, cassé

Et tout mis en ruine

Mais de noble on a gardé

De mourir le cou tranché

Par la guillotine, ô gué

Par la guillotine

Messieurs les nobles mutins

Dont chacun s'échine

Soufflant par des efforts vains

La guerre intestine

Si nous vous prenons vraiment

Vous mourrez très noblement

A la guillotine, ô gué

A la guillotine

Le dix nous a procuré

Besogne de reste

Les traîtres ont abondé

C'est pis qu'une peste

Comme on n'en veut pas manquer

On punit sans déplanter

La machine reste, ô gué

La machine reste

### Виноски
1. ↑  "Ô gué" is an old French expression of joy.[14]

## В культурі
- La guillotine permanente можна почути у відеогрі Assassin's Creed Unity, дія якої відбувається під час Французької революції.[15]

- Під час Паризької Комуни 1871 року комунари співали багато пісень Французької революції з оновленими текстами про нову комуну, включаючи версію La guillotine permanente, тепер змінену на Vive la Commune.[16]

## Записи
- Кетрін Рібейро: 1989… Déjà ! (1988)[17]
- Жан-Луї Кайя: Революційні пісні (1989)[18]
- Марк Ожере: Chante La Révolution (1989)[19]